# کن نیکلاس
کن نیکلاس (انگلیسی: Ken Nicholas; ۳ فوریهٔ ۱۹۳۸ – ۲۴ مارس ۲۰۰۷) بازیکن فوتبال اهل بریتانیا بود.
از باشگاه‌هایی که در آن بازی کرده‌است می‌توان به باشگاه فوتبال آرسنال، باشگاه فوتبال تونبریج آنجلز، باشگاه فوتبال واتفورد، و باشگاه فوتبال گیلفورد سیتی اشاره کرد.